# Baranoa (kommun)
Baranoa är en kommun i Colombia.   Den ligger i departementet Atlántico, i den norra delen av landet, 700 km norr om huvudstaden Bogotá. Antalet invånare är 51 571. Arean är 127 kvadratkilometer.
Terrängen i Baranoa är platt.